# Cytocystis clitellatus
Cytocystis clitellatus is een platworm (Platyhelminthes). De worm is tweeslachtig. De soort leeft in het zoute water.
Het geslacht Cytocystis, waarin de platworm wordt geplaatst, wordt tot de familie Cytocystidae gerekend. De wetenschappelijke naam van de soort werd voor het eerst geldig gepubliceerd in 1953 door Karling.